# Restopolitan
 (octobre 2020).
Restopolitan est une entreprise française de service et d’édition de logiciels applicatifs. Créée en décembre 2006 par Stéphanie Pélaprat, l’entreprise a développé un logiciel de réservation destiné aux restaurateurs. Elle a par ailleurs lancé un service de réservation de tables en ligne puis un site de vente en ligne.

## Historique
En octobre 2010, Restopolitan parvient à lever 1 million d'euros auprès de pool d'investisseurs pour développer sa croissance.
La levée de fonds réunit entre autres Marc Simoncini, Xavier Niel, Jérémie Berrebi, Jacques-Antoine Granjon et les frères Rosenblum.
En novembre 2012, Restopolitan se lance au Luxembourg.
En mai 2017, Restopolitan acquiert le site italien MiSiedo.

## Récompenses
- Stéphanie Pélaprat : lauréate 2006 dans la catégorie « Création jeune » du concours Cré’ACC 2008 organisé par l’Ordre des experts-comptables Paris Île-de-France et l’Agence pour la création d'entreprises.[réf. souhaitée]
- Restopolitan : lauréat 2009 du programme IDEES de Microsoft France.